# Rap Metal
Rap Metal ist ein Musikgenre, das Hip-Hop mit Heavy Metal kombiniert. Es beinhaltet normalerweise Heavy-Metal-Gitarrenriffs, Funk-Metal-Elemente, Rapgesang und manchmal Turntablism. Der Begriff Rapcore wird oft in Referenz zu Rap Metal verwendet, besonders in europäischen Ländern.

## Geschichte

### Herkunft und frühe Entwicklungen (1980er – frühe 1990er Jahre)

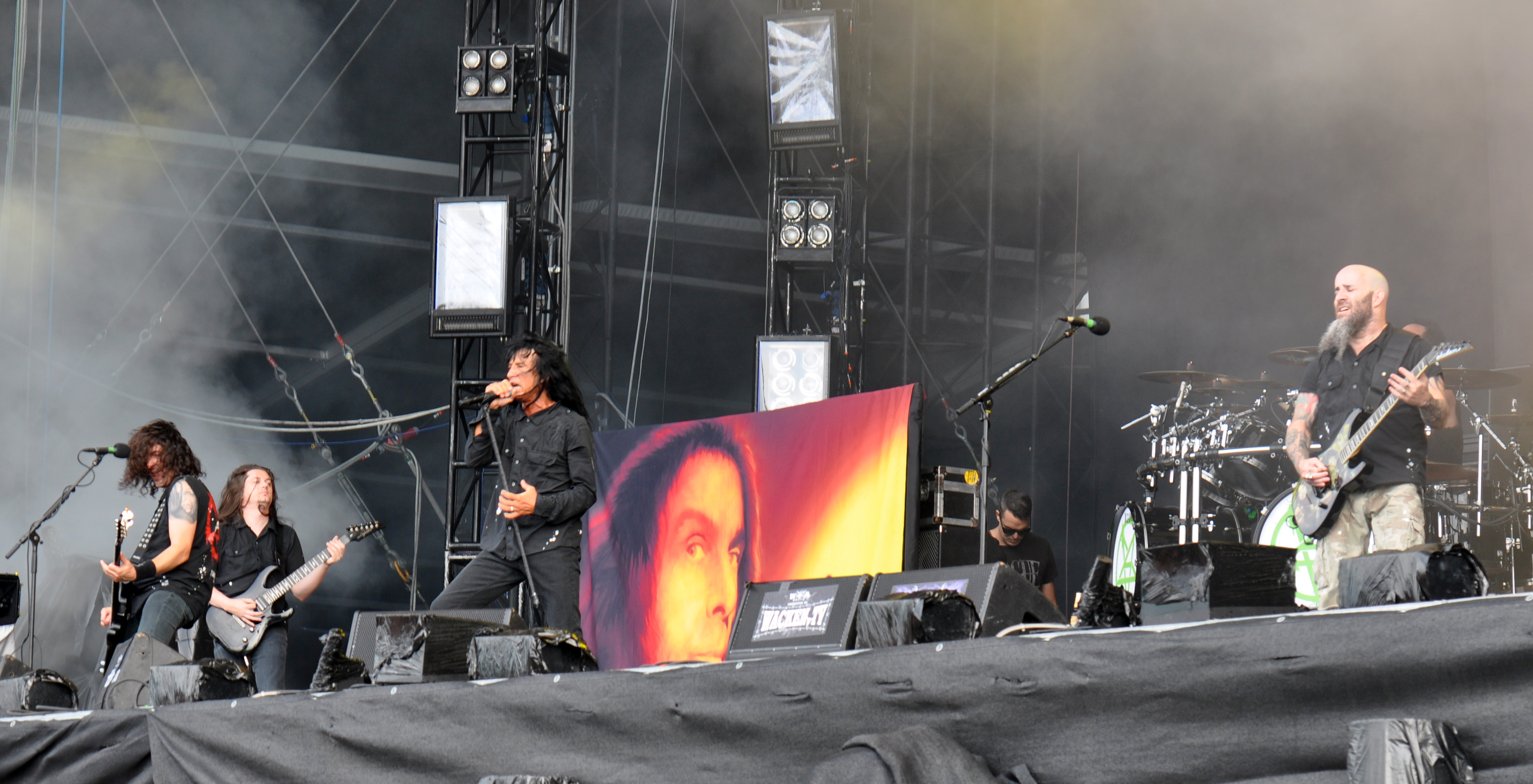
Mit ihrer EP I’m the Man gilt die Band Anthrax (abgebildet) als eine der Pioniere des Rap Metals.

Rap Metal hat seine Wurzeln in Hip-Hop-Künstlern, die Heavy-Metal-Elemente übernehmen, wie die Beastie Boys, Cypress Hill, Esham und Run-D.M.C., und Rockbands, die Heavy-Metal- und Hip-Hop-Einflüsse kombinieren, wie 24-7 Spyz und Faith No More.
Scott Ian von Anthrax (der wesentlich an der Entstehung des Genres beteiligt war) glaubt, dass Rage Against the Machine das Genre erfand. Allerdings fusionierte die Band Urban Dance Squad bereits 1986 Rap und Metal, deutlich vor Rage Against the Machine.
1987 kombinierte die Heavy-Metal-Band Anthrax Hip-Hop mit Heavy Metal für ihre EP I’m the Man. Danach arbeiteten sie 1991 gemeinsam mit Public Enemy an einem Remake des Songs Bring the Noise von Public Enemy, der Hip-Hop mit Thrash Metal vereinte. Ebenfalls 1991 wirkte die Hip-Hop-Gruppe P.I.D. an dem Song Spineless (Album: Psycho Surgery) von der Thrash-Metal-Band Tourniquet mit. Im darauffolgenden Jahr vereinigte sich der Rapper Sir Mix-a-Lot mit der Band Metal Church für seine Single Iron Man aus dem Jahr 1988, die vage auf der gleichnamigen Single von Black Sabbath beruhte. 1990 gründete der Rapper Ice-T die Heavy-Metal-Band Body Count. Während der Lollapalooza-Tour 1991 wurden von der Band zur Hälfte Rap-Lieder und zur Hälfte Metal-Lieder gespielt. Stuck Mojo und Clawfinger, die beide 1989 gegründet wurden, werden ebenfalls als Pioniere des Genres betrachtet.

### Mainstream-Popularität (1990er – frühe 2000er Jahre)
In den 1990er Jahren wurde Rap Metal eine beliebte Musikrichtung. Zum Beispiel war der Song Epic von Faith No More ein großer Erfolg und erreichte in der Billboard Hot 100 Hitparade Platz neun. 1993 wurde der Judgment-Night-Soundtrack veröffentlicht, der mehrere Gemeinschaftswerke von Rappern und Rock-Bands beinhaltete. Das selbstbetitelte Debüt von Rage Against the Machine brachte der Band den Durchbruch, das zweite Album Evil Empire aus dem Jahr 1996 stieg in den Billboard-200-Charts auf Platz eins ein, und ihr drittes Studioalbum, The Battle of Los Angeles, debütierte ebenfalls auf dem ersten Platz und verkaufte sich in der ersten Woche 430.000 mal. Jedes Album der Band wurde zumindest mit Platin ausgezeichnet. Biohazard spielte auf dem Ozzfest auf der Hauptbühne neben Ozzy Osbourne, Slayer, Danzig, Fear Factory und Sepultura. Zur Unterstützung ihres Albums tourte Biohazard gemeinsam mit Suicidal Tendencies als Co-Headliner auf einer kurzen Europatour.
Am 18. August 1998 veröffentlichte Atlantic das Album Devil Without a Cause des Rap Metal-Musikers Kid Rock gemeinsam mit der Single Welcome 2 the Party (Ode 2 the Old School) und Kid Rock nahm an der Vans Warped Tour teil, um sein Album zu supporten. Welcome 2 the Party und Devil Without a Cause verkauften sich nur langsam, obwohl 1998 die Warped Tour in Northampton, Massachusetts regionales Interesse in Massachusetts und New England auslöste. Dieses Interesse führte zu hohen Sendezeiten, der Single I Am the Bullgod, im Sommer und Herbst 1998 auf den Massachusetts Rock-Radiosendern WZLX und WAAF. Anfang Dezember 1998, während seiner Arbeit als DJ in einem Klub, lernte er den MTV-Moderator Carson Daly kennen und freundete sich mit ihm an. Kid Rock konnte Daly überreden, ihm einen Auftritt auf MTV zu verschaffen, der dann am 28. Dezember 1998 auf dem Sender in der Show MTV Fashionable Loudin in Miami, Florida stattfand. Durch den Auftritt erregte er Aufmerksamkeit und stahl sogar Jay-Z die Show. Im Mai stiegen Kid Rocks Verkaufszahlen mit dem Release seiner dritten Single Bawitdaba und im April 1999 erhielt Devil Without a Cause die Goldene Schallplatte. Wie von ihm vorhergesehen, folgte im nächsten Monat Platin. Kid Rock’s erste große Tour war die Limptropolis-Tour, wo er für Limp Bizkit mit Staind Opener war. Seinen Ruhm konnte er mit seinem Auftritt auf dem Woodstock 1999 Festival am 24. Juli festigen, zu welchem Zeitpunkt er bereits Doppel-Platin erreicht hatte. Die nächste Single Cowboy, eine Mischung aus Southern Rock, Country und Rap, wurde ein noch größerer Erfolg, und schaffte es sogar in die Top 40. Das Lied wurde sogar der Theme-Song des WCW Wrestlers Jeff Jarrett. Kid Rocks nächste Single, die Blues-Ballade Only God Knows Why, war der größte Erfolg seines Albums, mit Platz 19 in der Billboard Hot 100 Hitparade. Die Single war einer der ersten Lieder die Auto-Tune verwendeten. Als die letzte Single des Albums Wasting Time veröffentlicht wurde, hatte sich das Album bereits sieben Millionen Mal verkauft. Devil Without a Cause erhielt insgesamt elf Mal Platin durch die RIAA bis 17. April 2003. Laut Nielsen SoundScan verkaufte sich das Album, nach Stand von 2013, insgesamt 9,3 Millionen Mal. Kid Rock war bei den Grammys 2000 als Bester Neuer Künstler nominiert, verlor aber an Christina Aguilera. Mit Bawitdaba war er in der Kategorie Beste Hard Rock Performance nominiert, gewonnen hat aber das Lied Whiskey in the Jar von Metallica. 1998 veröffentlichte Ice Cube sein Album War & Peace Vol. 1 (The War Disc), das bei manchen Stücken Elemente des Nu Metal und Rap Metal beinhaltete. Das Album erreichte beim Start Platz sieben bei Billboard 200 und verkaufte in der ersten Woche 180.000 Exemplare.

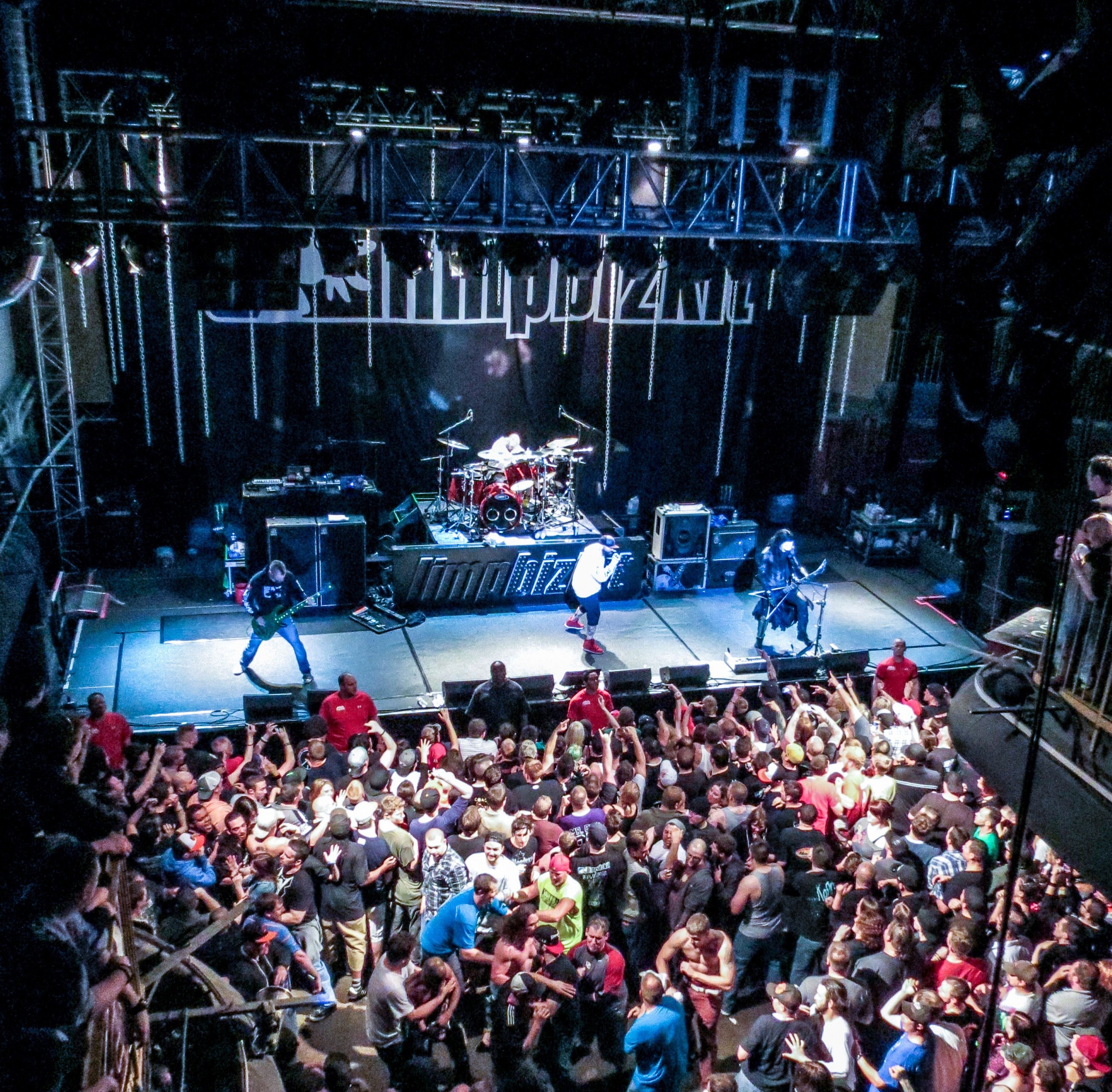
Rap-Metal-Band Limp Bizkit

Kritik am Genre kam an seinem kommerziellen Höhepunkt 1999 auf, besonders nach dem problembehafteten Woodstock 1999-Festival, das viele Rap Metal und Nu / Alternative Metal Künstler zeigte. Der Pop-Punk-Musiker Jeff Brogowski sagte der Zeitung The Morning Call 1999: „Diese Macho Rap-Metal-Bands sind einfach sehr böswillig. Schauen Sie was bei Woodstock passiert ist (letzten Sommer). Die ganze Gewalt, das Plündern und die Feuer. Etwas Seltsames geht vor sich. Vielleicht hat es etwas mit dem wirtschaftlichen Wohlstand zu tun. Es wird schlimmer als es damals in den 80er Jahren war, als so viele Bands so übermütig waren.“
Das 1999 erschienene Album der Nu-Metal-Band Limp Bizkit Significant Other gelangte auf Platz Nummer eins der Billboard 200 und verkaufte 643.874 Exemplare in der ersten Woche seiner Veröffentlichung. In der zweiten Woche wurden weitere 335.000 Exemplare verkauft. Das darauffolgende Album der Band Chocolate Starfish and the Hot Dog Flavored Water setzte einen Rekord für die höchsten Verkaufszahlen eines Rockalbums in der ersten Woche nach Veröffentlichung mit über einer Million Exemplaren die in den USA verkauft wurden. 400.000 dieser Verkäufe stammten vom ersten Tag, so dass es das am schnellsten verkaufte Rock-Album aller Zeiten wurde. Der Rekord wurde davor von Pearl Jam mit dem Album Vs. für sieben Jahre gehalten. Im selben Jahr wurde Papa Roachs Label-Debüt Infest zu einem Platin-Hit. Cypress Hill ließ Heavy-Metal-Einflüsse in ihr Album Skull & Bones im Jahr 2000 einfließen, das sechs Tracks beinhaltete, in denen die Rapper B-Real und Sen Dog von einer Band, bestehend aus Fear-Factory-Mitglieder Christian Olde Wolbers und Dino Cazares und Rage Against the Machine-Schlagzeuger Brad Wilk, unterstützt wurden. B-Real gründete auch die Rap-Metal-Band Kush mit Wolbers, Fear Factory-Schlagzeuger Raymond Herrera und Deftones-Gitarrist Stephen Carpenter. Laut B-Real ist Kush aggressiver als andere Bands in dem Genre. SX-10, die 1996 von Sen Dog gegründet wurde, trat auch mit Rap-Rock und Rap-Metal auf.
Das Album The Fundamental Elements of Southtown der Rap-Metal-Band P.O.D. erhielt im Jahr 2000 Platin und erreichte den 143. Platz der meistverkauften Alben von 2000. Ende 2000 veröffentlichte Linkin Park ihr Debütalbum Hybrid Theory, das sowohl das meistverkaufte Debütalbum eines Künstlers im 21. Jahrhundert, als auch das meistverkaufte Nu-Metal Album aller Zeiten wurde. Das Album war auch das meistverkaufte Album in allen Genres im Jahr 2001 und erreichte höhere Verkaufszahlen als die Werke bekannter Pop-Künstler wie den Backstreet Boys oder N'Sync, wodurch die Band einen Grammy Award für ihre zweite Single Crawling erhielt. Die vierte Single In the End, die Ende 2001 veröffentlicht wurde, wurde zu einem der bekanntesten Songs im ersten Jahrzehnt des 21. Jahrhunderts. Die Rap-Rock-Band Crazy Town erzielte auch einen Mainstream-Erfolg im Bereich des Nu-Metal-Genres, mit ihrem 1999 veröffentlichten Album The Gift of Game. Vor allem ihr Nummer-eins-Hit Butterfly, der auf Platz eins vieler Hitlisten einschließlich der Billboard Hot 100 im März 2001 landete, verblieb 23 Wochen in der Hot 100 Hitparade. Es war zudem auch auf Platz eins der Modern Rock Tracks und den Hot Dance Singles Hitlisten sowie auf Nummer sechs auf den Rhythmic Top 49, Nummer zwei auf den Top 40 Mainstream Charts und Nummer vier auf den Top 40 Tracks. Ihr Album The Gift of Game erreichte Nummer neun auf der Billboard 200 Hitliste. Weltweit verkaufte sich das Album um mehr als 2,5 Millionen Mal. In diesem Jahr kam auch Salivas Every Six Seconds heraus, welches ebenfalls ein kommerzieller Erfolg wurde und auf Nummer sechs der Billboard 200 debütierte. Im Jahr 2001 erhielte das Album Satellite der Band P.O.D. Dreifach-Platin und erreichte Platz sechs in der Billboard 200 Hitparade.